# Kočerinovo
Kočerinovo (bulharsky Кочериново) je město ležící v západním Bulharsku, na západním úpatí pohoří Rila na Rilské řece, nedaleko jejího ústí do Strumy. Je správním střediskem stejnojmenné obštiny a má okolo 2 tisíc obyvatel.

## Historie
Přestože oblast byla osídlena již v římské době, na katastru obce nebyly nalezeny žádné známky starověkého, ani středověkého sídla. Novodobé sídlo vzniklo v 18. století. V roce 1864 zde byla otevřena škola. Po rusko-turecké válce se obec stala součástí Bulharského knížectví až do roku 1912 ležela na jeho hranici s Osmanskou říší, kterou tvořila Rilská řeka. V roce 1919 byla postavena místní knihovna. Rychlý rozvoj obce byl spojen s výstavbou nedaleko vedené železniční trati Sofie - Kulata a úzkokolejné trati vedoucí odtud do Rilského kláštera (uzavřena v roce 1960).

## Obyvatelstvo
Ve městě žije 2 216 obyvatel a je zde trvale hlášeno 1 882 obyvatel. Podle sčítání 1. února 2011 bylo národnostní složení následující:
- Bulhaři: 2 229 (96.3 %)
- Romové: 82 (3.5 %)
- ostatní: 4 (0.2 %)